# Vladimir Milić
Vladimir Milić (ur. 23 października 1955 w Zadarze) – chorwacki lekkoatleta specjalizujący się w pchnięciu kulą, który początkowo reprezentował Jugosławię.
W 1980 roku startował w igrzyskach olimpijskich zajmując 8. miejsce w finale. Uczestnik mistrzostw świata oraz mistrzostw Europy. Podczas halowego czempionatu Starego Kontynentu w Mediolanie (1982) wywalczył złoty medal. Dwa razy stawał na podium igrzysk śródziemnomorskich.

## Osiągnięcia
| Rok  | Impreza                    | Miejsce    | Lokata            | Wynik |
| ---- | -------------------------- | ---------- | ----------------- | ----- |
| 1978 | Mistrzostwa Europy         | Praga      | el. – 15. miejsce | 18,35 |
| 1979 | Igrzyska śródziemnomorskie | Split      | 1. miejsce        | 20,53 |
| 1980 | Igrzyska olimpijskie       | Moskwa     | 8. miejsce        | 20,07 |
| 1982 | Halowe mistrzostwa Europy  | Mediolan   | 1. miejsce        | 20,45 |
| 1982 | Mistrzostwa Europy         | Ateny      | 4. miejsce        | 20,52 |
| 1983 | Halowe mistrzostwa Europy  | Budapeszt  | 5. miejsce        | 19,21 |
| 1983 | Igrzyska śródziemnomorskie | Casablanca | 3. miejsce        | 19,40 |
| 1983 | Mistrzostwa świata         | Helsinki   | 9. miejsce        | 19,71 |
| 1986 | Mistrzostwa Europy         | Stuttgart  | 7. miejsce        | 19,85 |
| 1987 | Halowe mistrzostwa Europy  | Liévin     | 7.miejsce         | 19,30 |

Milić 9 razy sięgał po złote medale mistrzostw Jugosławii, sześciokrotnie w pchnięciu kulą oraz trzykrotnie w rzucie dyskiem.

## Rekordy życiowe
- pchnięcie kulą (stadion) – 21,19 m (18 sierpnia 1982, Belgrad)
- pchnięcie kulą (hala) – 20,64 m (30 stycznia 1982, Zagrzeb)
- rzut dyskiem – 61,44 m (17 czerwca 1984, Zagrzeb)